# Armadillo kinzelbachi
Armadillo kinzelbachi är en kräftdjursart som beskrevs av Helmut Schmalfuss 1996. Armadillo kinzelbachi ingår i släktet Armadillo och familjen Armadillidae. Inga underarter finns listade i Catalogue of Life.